# Маліетоа Танумафілі II
Маліетоа́ Танумафі́лі II (повне ім'я: Оле Ао Оле Мало Маліетоа Танумафілі II Сусуга; 4 січня 1913 — 11 травня 2007, Апіа, Самоа) — король тихоокеанської держави Самоа.
Танумафілі став королем після проголошення незалежності Самоа 1963 року. Був монархом до самої смерті у 2007 році, на троні 44 роки. На момент своєї смерті він був найстарішим національним лідером у світі, а також був останнім чинним довічним правителем у світі.
Танумафілі багато зробив для отримання незалежності, представляв державу в ООН. Уклав низку міжнародних договорів, налагодив відносини з усіма сусідами. У країні його шанували.
Королева Єлизавета II відвідала Самоа на один день у 1977 році в рамках свого візиту до південної частини Тихого океану. Перебуваючи там Єлизавета II нагородила Маліетоа Великим хрестом ордена Святого Михаїла і Святого Георгія. Також за життя Маліетоа був удостоєний звання почесного командора ордена Британської імперії.